# Božena
Božena je  žensko osebno ime.

## Izvor imena
Ime Božena je slovansko ime, tvorjeno s končnico -ena iz pridevnika božja in približno ustreza imenu Natalija. Ime Natalija in verjetno tudi Božena so prvotno navadno dajali otrokom, rojenim na božič 

## Različice imena
Boža in Božidara ter vse različice tih dveh imen

## Pogostost imena
Po podatkih Statističnega urada Republike Slovenije je bilo na dan 31. decembra 2007 v Sloveniji številoženskih oseb z imenom Božena: 720.

## Osebni praznik
V koledarju je ime Božena uvrščeno k imenoma Natalija in Teodora.